# Amusco
Amusco es un municipio y localidad española de la provincia de Palencia, en la comunidad autónoma de Castilla y León. Está a una distancia de 20 km de Palencia, la capital provincial. El municipio comprende, además de Amusco, la pedanía de Valdespina.

## Historia

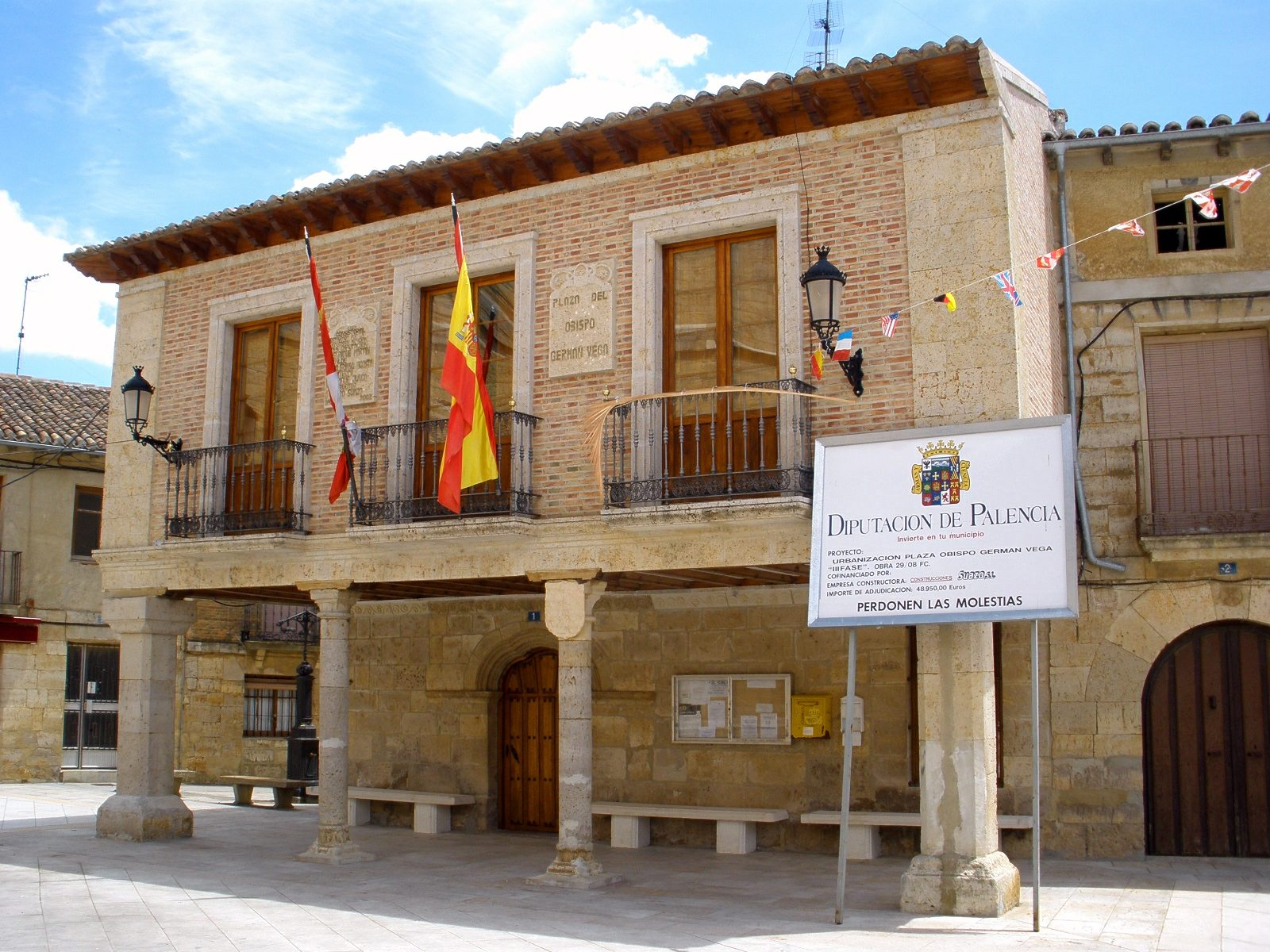
Casa consistorial, en la plaza del Obispo Germán Vega

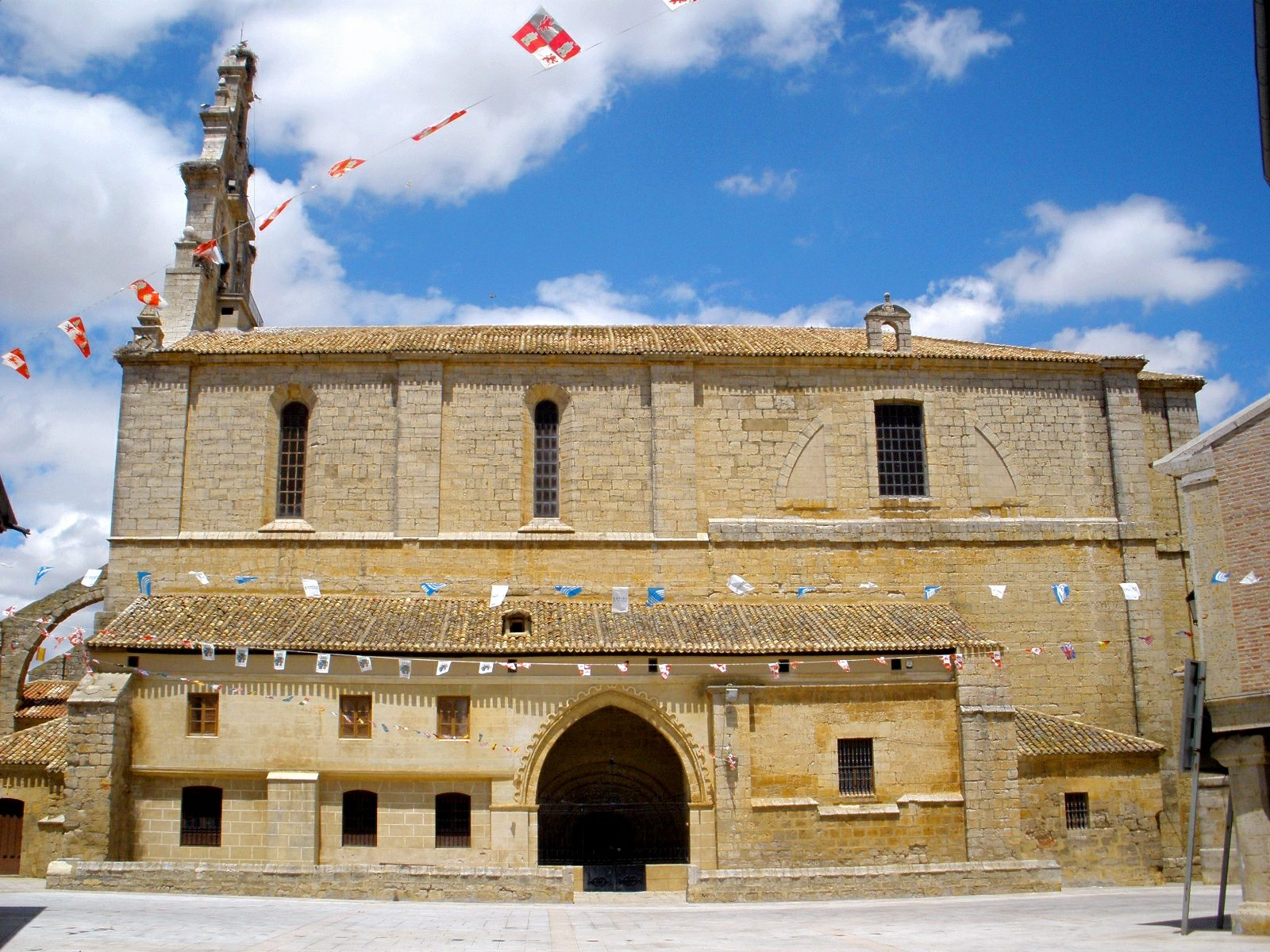
Iglesia parroquial de San Pedro

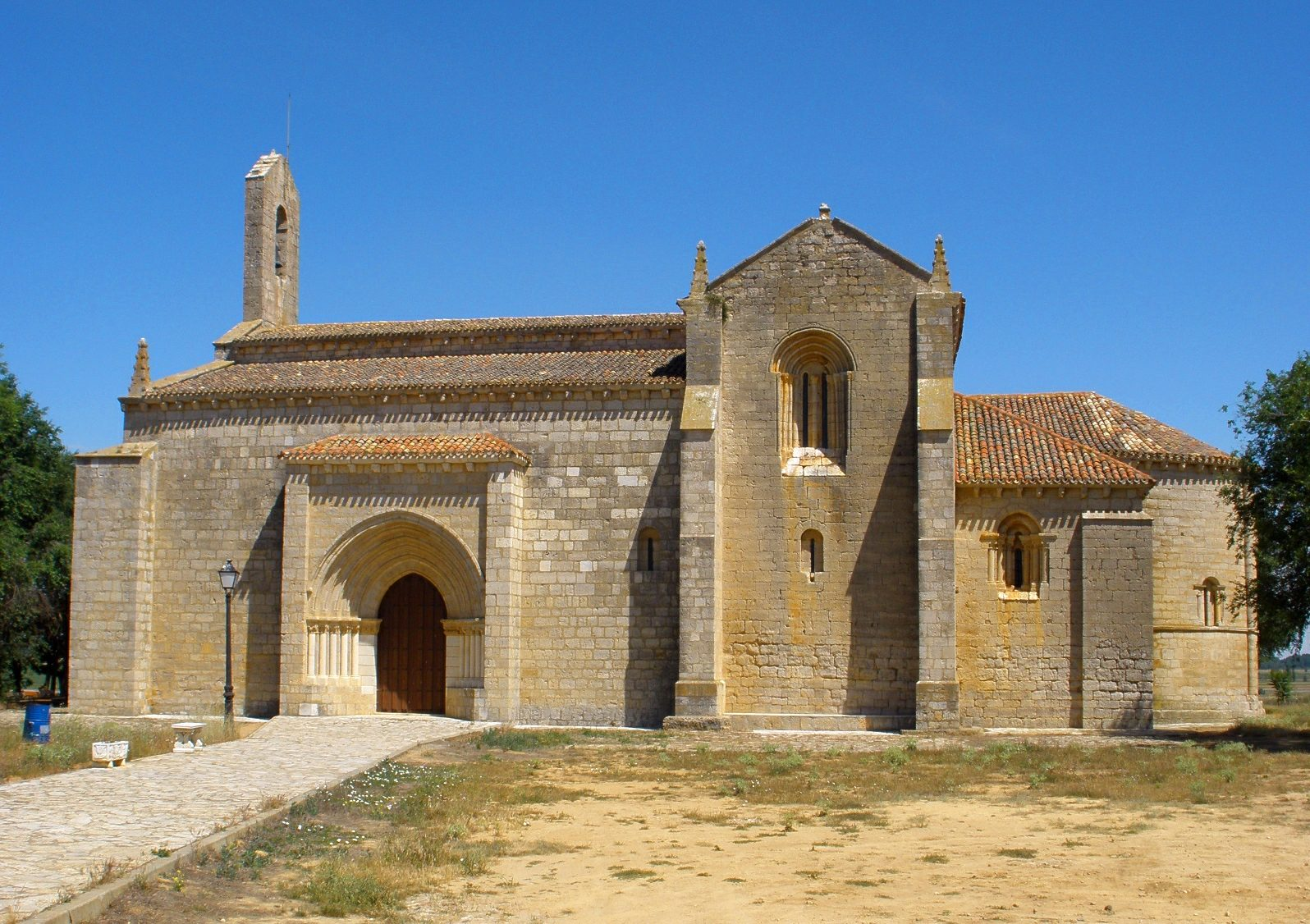
Ermita de Nuestra Señora de las Fuentes

La Villa de Amusco, se encuentra cercana a Palencia (19,5 km.), siendo visible mucho antes de llegar a ella por la silueta de la descomunal iglesia de San Pedro, conocida en la zona como el pajarón de Campos. Es ésta una localidad cargada de historia, ya que hay yacimientos de época de los vacceos y los romanos. Será en la época medieval cuando la villa posea un papel más relevante, sobre todo a nivel económico, destacando por la industria lanar y los molinos de grano situados a lo largo del río Ucieza. Fue el centro económico y defensivo de las nueve villas: Amusco, Amayuelas de Suso, Amayuelas de Yuso, Támara, Alba, Ferrombrada, Piña de Campos, Veronilla y San Esteban. Esta coalición hará que la villa deba ser fuertemente amurallada, contando además con numerosos subterráneos defensivos de variada construcción, unos con bóveda de cañón, otros de medio punto, otros con techos de madera.
Las villas de la coalición se gobernaban mediante unas ordenanzas propias, tendiendo cada una sus propios diputados. El dinero se recaudaba de multas y de los molinos de grano, era empleado para la reparación de las murallas y los subterráneos. Alfonso II en ll30 en León, reafirma los fueros que tenían ya estas nueve villas, concedidos por otros reyes y señores; esto se mantendrá con los reyes Alfonso X en 1254, con Sancho IV en 1286, con Fernando IV en 1300, con Juan I en 1379 y con Enrique III en 1393. Con la llegada de los Manrique, Amusco, pierde su relevante papel, al dejar de ser el centro de las nueve villas y se convierte en Señorío de los Manrique de Lara, con Pedro Manrique de Lara y su esposa doña Leonor de Castilla, quien fundó un convento de monjas que años más tarde será trasladado a Calabazanos. 
Amusco fue uno de los centros judíos más importantes de la provincia de Palencia, muestra de ello, es la existencia de una amplia Sinagoga construida en el siglo XIV, con don Pedro Manrique de Lara por mediación de su administrador el judío Rabí Yuce Milano. Es una nave amplia, con paredes de piedra, que sostienen bóvedas de crucería, con seis arcos de medio punto que descansan sobre recios pilares. El hecho de hallarse semienterrada, se debe a que las leyes de Castilla prohibían que las sinagogas sobrepasaran a las iglesias en altura o que pudieran lucir más que ellas. La numerosa población judía de Amusco, que seguramente era mayor en número que la cristiana, conseguiría por mediación del administrador del duque, el Rabí Yuce Milano, la autorización necesaria para edificar una gran sinagoga en un lugar de honor, en la plaza, como la iglesia, pero para cumplir las leyes castellanas, a un nivel más bajo, como si fuera un sótano. El edificio en la actualidad se conserva, no como lugar de culto, sino orientado hacia el turismo con servicio de cafetería, restaurante y alojamiento. Peor suerte ha corrido con el paso del tiempo el Hospital de los Palmeros, hoy en ruinas, conservándose su retablo en el Museo Arqueológico de Palencia. 
La localidad de Amusco cuenta entre otros personajes ilustres con la figura de Gómez Manrique, que fue arzobispo de Toledo (siglo XIV). Juan Manrique, hijo de don Pedro Manrique y doña Leonor de Castilla, hombre de armas y letras cuyos restos descansan en el Monasterio de Nuestra Señora de la Consolación de Calabazanos. Juan Valverde, quien fue médico del papa Paulo IV. Eugenio García Ruiz, ministro de Gobernación, durante la época de la República e industrial minero en el norte de la provincia. A finales del siglo XIX, nació la periodista, novelista y dramaturga española Teresa Borragán que acabaría exiliada en México durante la Dictadura de Primo de Rivera. Destacan como preclaros hijos de Amusco, el obispo Germán Vega y el General Luis Peral. Otro hijo del pueblo es Juan José Tamayo, teólogo, filósofo y escritor español, reconocido por su enfoque crítico hacia la religión y su defensa de la teología de la liberación. Centrando su trabajo en la relación entre fe, justicia social y derechos humanos.
En 1658 el rey de España Felipe IV, concede el título de conde de las Amayuelas (de Arriba y de Abajo) a Bernardino Manrique de Lara y Barrientos, decimoséptimo señor de Amusco. 
A la caída del Antiguo Régimen la localidad se constituyó en municipio constitucional en el partido de Astudillo, que en el censo de 1842 contaba con 335 hogares y 1743 vecinos. En la década de los setenta del siglo XX el municipio crece, entre el censo de 1970 y el de 1981, al incorporar a Valdespina.

## Geografía humana

### Demografía
Cuenta con una población de 410 habitantes (INE 2024).
| Gráfica de evolución demográfica de Amusco entre 1842 y 2021 |
| |
| Población de derecho según los censos de población del INE Población de hecho según los censos de población del INEEntre el censo de 1981 y el anterior, crece el término del municipio porque incorpora a 34191 (Valdespina) |

## Patrimonio
- Iglesia de San Pedro, románica siglo XIII.

Conocido popularmente como el Pajarón de Campos por recordar su voluminosa silueta desde la lejanía una gran ave recostada, el edificio fue reconstruido en los siglos XVI-XVII. En 1582 el maestro cántabro Juan de Nates se encarga de obras en la misma. En esa época se le añadió una espadaña de gran tamaño. La fábrica original de la iglesia data de época románica, de la cual solo conserva dos portadas, la más antigua es del siglo XII, la otra se puede considerar ya gótica del siglo XIII. Ambas se hallan protegidas por sendos pórticos posteriores.
- Ermita de Nuestra Señora de las Fuentes, de estilo románico de transición, construida a finales del siglo XIII.